# 劉克襄
劉克襄（1957年1月8日—），本名劉資愧，臺灣臺中市烏日區人，台灣詩人、作家、自然觀察解說員，曾任中央通訊社董事長。
劉克襄從事自然觀察、歷史旅行與舊路探勘十餘年，外號「鳥人」。 至今出版詩、散文、長篇小說、繪本和攝影作品二十餘部。

## 生平[4]
劉克襄1957年生於台中，畢業於台中一中、私立中國文化大學新聞學系。
劉克襄的文學由詩作起步，就讀文化大學期間，對於自然草木藥草產生興致，並且加入「華岡詩社」開始寫作。第一篇見報作品〈髮散〉刊登於聯合報副刊，此時他的作品深受蓋瑞．史耐德翻譯的《寒山詩集》影響，就讀文化大學期間，他也以本名劉資愧自費出版詩集《河下游》（1978年出版），但一星期後即自行毀棄。隨後他便加入聯合報副刊實習，開始了近三十年的副刊編輯生涯。
1979年入伍，服役於海軍軍艦，並開始對鳥類萌生興趣，退伍後便開始撰寫鳥類相關文章，也加入了台中野鳥保育協會，經常至各地進行自然觀察活動。1982年，出版第一本散文集《旅次札記》，開始在自然寫作展露頭角。隨後陸續出版生態報導文學《旅鳥的驛站——淡水河下游的四季觀察》（1984），而政治詩集《漂鳥的故鄉》（1984）更因批判政治反映社會現實，一度掀起「劉克襄旋風」。
1985年起擔任中國時報《人間副刊》編輯，1988年任職在自立報系藝文組主任，策劃「探險家在台灣」專題，後出版詩集《小鼯鼠的看法》（1988） ，開啟具有深度歷史感的自然志書寫《台灣鳥類研究開拓史（1840-1912）、《橫越福爾摩沙——外國人在台灣的旅行（1860-1880）》。1991年出版台灣第一部動物小說《風鳥皮諾查》，1993年出版第一部有關海洋生物的小說創作《座頭鯨赫連麼麼》。1995年將「城市荒野」的概念結合自然踏查的經驗，出版《小綠山之歌》、《小綠山之舞》、《小綠山之精靈》三部曲。1996年起開始嘗試面向兒童與青少年的創作，如繪本創作《鯨魚不需快樂時》、《不需要名字的水鳥》、《豆鼠私生活》（1996），奇幻小說三部曲《扁豆森林》、《小島飛行》、《草原鬼雨》（1997），介紹常見鳥類習性和行為的青少年著作《望遠鏡裡的精靈》（1997），《少年綠皮書：我們的島嶼旅行作者》（2003）。2000年起出版與旅遊相關的文學《北台灣自然旅遊指南》（2000）、《迷路一天，在小鎮》（2002）、《11元的鐵道旅行》（2009）等。

## 經歷
曾任中央通訊社董事長、健行科技大學擔任駐校作家（2007年3月—6月）、《台灣日報》副刊編輯、《中國時報》美洲版副刊編輯、《中國時報》副刊編輯、《中國時報》人間副刊的撰述委員、自立報系藝文組主任、執行副主任。。

## 作品
- 《野狗之丘》 ——  2007 年 三月（初版）； 2016 六月（再版）
- 《風鳥皮諾查》 ——  1991 年
- 《座頭鯨赫連麼麼：小說 × 繪本》 ——  2017 年 二月
- 《豆鼠首部曲——扁豆森林》
- 《豆鼠二部曲——小島飛行》
- 《豆鼠三部曲——草原鬼雨》
- 散文集《自然旅情》
- 散文集《山黃麻家書》
- 《花紋樣的生命：自然生態散文集》
- 《快樂綠背包》
- 《少年綠皮書 — 我們的島嶼旅行》 —— 2003 年七月
- 《我們姓台灣：台灣特有種寫真》
- 《迷路一天，在小鎮》
- 《安靜的遊蕩─劉克襄旅記》
- 《最美麗的時候》
- 《北台灣自然旅遊指南》
- 《自然生態綠皮書》
- 《小綠山之精靈──植物、貝類篇》
- 《小綠山之舞──昆蟲、兩棲篇》
- 《小綠山歌──四季的自然觀察》
- 《望遠鏡里的精靈—台灣常見鳥類的故事》 獲「聯合報1997年度十大童書」「1998年小太陽獎」
- 《豆鼠私生活》 繪本
- 《豆鼠回家》 繪本  ——  2011 年十二月
- 《鯨魚不快樂時》 繪本
- 《不需要名字的水鳥》 繪本
- 《大便蟲》 繪本
- 《小蜥蜴的回憶》繪本  —— 2011 年 三月
- 《大頭鳥小傳奇》 繪本
- 《小石頭大流浪》 繪本
- 《鯨魚不快樂時》 繪本
- 《不需要名字的水鳥》 繪本
- 《台灣鳥類研究開拓史》 自然史
- 《後山探險》 自然史
- 《台灣舊路踏查記》自然史
- 《福爾摩沙大旅行》自然史
- 《11元的鐵道旅行》旅行文學  ——  2009 年 四月
- 《永遠的信天翁：劉克襄動物故事》 —— 2008 年
- 《虎地貓》 ——  2016 年 六月
- 《十五顆小行星》 —— 2010 六月
- 《裡台灣》—— 2013 年 六月
- 《溪谷間的野鳥》
- 《北台灣漫遊——不知名山徑指南1》
- 《北台灣漫遊——不知名山徑指南2》
- 《找回自然的心 ─ 社區與學校的自然觀察》
- 《溪澗的旅次：劉克襄精選集》 ——  2016 年十月
- 《消失中的亞熱帶》
- 《隨鳥走天涯》
- 《革命青年：解嚴前的野狼之旅》
- 《池邊散步》
- 《老樹之歌》
- 《大山下，遠離台三線》旅行文學
- 《兩天半的麵店》旅行文學  —— 2015 年 四月
- 《四分之三的香港：行山‧ 穿村‧ 遇見風水林》 ——  2014 年 四月
- 《失落的蔬果》
- 《小鼯鼠的看法》  ——  2014 年 八月 (新版)
- 《男人的菜市場》
- 《淡水河畔的一場壯遊》
- 《在街角，遇到飛行》
- 《早安，自然選修課》
- 《小站也有遠方》 ——  2021 年 五月
- 《流火：鹿野忠雄的臺灣養成》

## 獲獎
劉克襄獲獎無數，曾獲笠詩社二十年新人獎、台灣詩獎、時報文學獎、中外文學現代詩獎、吳三連獎、聯合報讀書人最佳書獎、台灣自然保育獎、明日報十大本土書獎、開卷最佳青少年圖書獎、第二十一屆吳魯芹散文獎、第五屆台中文學貢獻獎。
| 年份   | 獲提名                     | 獎項                             | 結果 |
| ------ | -------------------------- | -------------------------------- | ---- |
| 2017年 | 《浩克慢遊》王浩一、劉克襄 | 第52屆金鐘獎生活風格節目主持人獎 | 獲獎 |
| 2022年 | 《浩克慢遊》王浩一、劉克襄 | 第57屆金鐘獎生活風格節目主持人獎 | 提名 |
| 2023年 | 《浩克慢遊》王浩一、劉克襄 | 第58屆金鐘獎生活風格節目主持人獎 | 獲獎 |

## 相關

### 團體成員
- 1979年底陽光小集詩社成立，劉克襄為詩社成員。

### 節目主持
- 《浩克慢遊》（2014年至今，與王浩一共同主持）

### 擔任評審
- 2018年，臺中市政府文化局邀請方梓、方耀乾、王金選、平路、石德華、向陽、宇文正、吳晟、李如青、李勤岸、曹俊彥、陳幸蕙、陳憲仁、陳雨航、曾貴海、楊翠、楊錦郁、劉克襄、蔡素芬、蕭蕭、鍾永豐、鍾怡雯等臺灣作家、詩人組成第7屆臺中文學獎評審團[13]。

## 爭議
- 2014年7月14日，超商7-11傳出將於離島蘭嶼開店，劉克襄說，此舉可能會打垮當地許多特色小店，甚至衝擊蘭嶼人核心的生活價值，成為繼核廢料後，漢人帶給蘭嶼的另一個惡靈[14]。對於劉克襄的批評言論，當地民眾表示：「台灣人為什麼不關心核廢料遷出蘭嶼的公共議題，反而擔心這種民生小問題？台灣人是不是生病了？」並且當地民意代表及民眾均表示，該店鋪之設立目地為便利遊客之購物需求，不認為一家7-11會改變島上居民的購物習慣[15]。當地達悟族年輕人說，上山種芋頭、出海捉飛魚，是蘭嶼人長久以來生活秩序，不會因小7改變，「只會去蘭嶼旅遊付錢，就自以為很了解蘭嶼，反小7的外地人根本神經病」[16]。

- 2016年3月，投書媒體「台中人的早餐在哪」一文，批評台中早餐文化貧弱，不及南部及一些濱海城市，引起眾多台中人不滿。台中市長林佳龍在臉書上分享早餐地圖，並驕傲表示：「台中人的早餐在哪裡？底家啦！」力挺在地美食。台中市政府專門委員陳文信透過臉書回應：「身為台中人的作家，竟然不知道台中的早餐在哪裡，還說台中飲食文化貧弱？劉桑，我才來一年，就可以畫給你看了耶。」並隨文附上詳細的手繪早餐地圖[17]。但劉克襄本人澄清他所強調的並非台中早餐文化貧弱，而是台中早餐的文化特色並期望這個喪失生活論述許久的城市，能夠從一日之初的飲食，定位我城的特質[18][需要較佳来源]。

- 2020年9月3日 劉克襄批評，玉山排雲山莊提供的餐點「味如嚼蠟」，引發登山社群熱烈討論。對此，作家孫瑋芒直言，高山美食的代價，就是會增加環境負擔，尤其廚餘可能被野鳥吃下，進而影響其健康。

## 外部連結
- 劉克襄 數位主題館 （页面存档备份，存于）
- 自然寫作新座標 （页面存档备份，存于）